# Karl Georg Neumann
Karl Georg Neumann (* 13. März 1774 in Gera; † 17. November 1850 in Trier) war ein deutscher Psychiater und von 1818 bis 1828 Leiter der psychiatrischen Abteilung an der Charité in Berlin.

## Wirken
Neumann studierte an den Universitäten Leipzig, Halle und Wittenberg Medizin und wurde 1795 in Wittenberg mit der Dissertation De balneis frigidis observationes zum Dr. med. studiert. In Berlin war Neumann der Nachfolger von Ernst Horn (1774–1848). Dieser hatte die traditionellen Medikamente verworfen. Auch Neumann widmete sich der Frage der Medikamentenbehandlung in der Psychiatrie. Häufig zitiert wird seine nachfolgende Aussage zu den Medikamenten in der Psychiatrie:
„Es ist an der Zeit, daß man aufhöre, das Kräutlein oder das Salz oder das Metall zu suchen, das in homöopathischen oder allopathischen Dosen Manie, Blödsinn, Wahnsinn, Wut oder Leidenschaft kuriert. Es wird nicht eher gefunden werden, als wenn man Pillen erfindet, die aus einem unartigen Kind ein wohlerzogenes, aus einem unwissenden Menschen einen geschickten Künstler, aus einem rohen Gesellen einen feinen Kavalier machen. Gewöhnung, Übung, Anstrengung ändern des Menschen Tätigkeit, nicht Arzneien.“ (1834)
Über seinen medizinisch-psychiatrischen Fachbereich hinaus befasste sich Neumann auch mit der allgemeinen Anthropologie (Von der Natur des Menschen, 1815/1818) und veröffentlichte eigene Gedichte sowie Nachdichtungen klassischer Poesie (Quintus Horatius Flaccus sämmtliche Gedichte, 1845).
Sein Schwager war der Leipziger Hochschullehrer für Praktische Theologie August Ludwig Gottlob Krehl.
Karl Georg Neumann starb am 17. November 1850 in Trier.

## Werke (Auswahl)
- Die Krankheiten des Vorstellungsvermögens, systematisch bearbeitet ...
- Bemerkungen über die gebräuchlichsten Arzneimittel.